# Diaspora africană
Diaspora africană este reprezentată de oameni de origine africană care trăiesc în afara granițelor Africii. În prezent, circa 140 milioane de oameni de origine africană trăiesc în afara Africii. Țările cu cele mai mari comunități africane sunt: Brazilia (55,9 milioane), Statele Unite ale Americii (46,3 milioane), Haiti (10 milioane).